# Ricard Guerrero i Moreno
Ricard Guerrero i Moreno (Madrid, 1943) és un microbiòleg i doctor en ciències, conegut per la seva tasca en l’àmbit de l’ecologia microbiana i per la seva activitat docent i divulgadora. Va iniciar la seva trajectòria com a catedràtic a la Universitat Autònoma de Barcelona l’any 1980 i posteriorment es va incorporar a la Universitat de Barcelona, on exercí la docència i la recerca en microbiologia, arribant a ser catedràtic emèrit. També va impartir docència a la Universitat de Massachusetts-Amherst, on ocupà el càrrec de professor adjunt. Fou investit doctor honoris causa per la Universitat Veracruzana amb motiu del 75è aniversari de la institució.
El seu treball s'ha centrat principalment en l’ecologia microbiana, disciplina de la qual ha estat un dels introductors a Catalunya i a l’Estat espanyol. La seva recerca aborda diversos àmbits com el cicle del sofre, les comunitats de bacteris fototròfics en ambients lacustres, els tapissos microbians, la producció bacteriana de plàstics biodegradables, i les comunitats procariotes del sistema càrstic del Pla de l'Estany. Va estudiar l’estructura i la fisiologia dels tapissos microbians del delta de l’Ebre, així com els riscos ambientals derivats de l’ús de microorganismes modificats genèticament. A més, va dur a terme investigacions continuades sobre el llac de Banyoles durant més de dues dècades, en el marc de les quals organitzà activitats docents adreçades a estudiants d’ecologia microbiana.
Ha participat activament en iniciatives de divulgació científica, com ara conferències adreçades a estudiants de batxillerat sobre l’evolució de l’univers i el paper dels bacteris, en el marc de la Setmana de la Ciència a Catalunya. També va prendre part en el cicle La ciència al carrer amb una conferència sobre l’origen de la vida, i va intervenir en una taula rodona dedicada al bioquímic Joan Oró. Va mantenir una col·laboració científica estreta amb la biòloga Lynn Margulis.
A nivell institucional, ha presidit la Societat Catalana de Biologia i ha dirigit la revista International Microbiology, editada per la Sociedad Española de Microbiología, a més de coordinar congressos científics com el Biotec-88 i el Congrés Internacional sobre l’Origen de la Vida a Barcelona. Va liderar el Barcelona Knowledge Hub de l’Academia Europaea i va organitzar la 33a conferència anual d’aquesta entitat, formant part també del comitè assessor del premi Vanguardia de la Ciencia i de la Secció de Ciències Biològiques de l’Institut d’Estudis Catalans. Ha defensat la importància d’un ús correcte i harmonitzat de la terminologia científica entre idiomes, i va coordinar el Consell Assessor del Parlament sobre Ciència i Tecnologia, des d’on promové el paper essencial de la ciència en la presa de decisions polítiques.
Va ser distingit amb la Medalla Narcís Monturiol al mèrit científic i tecnològic atorgada per la Generalitat de Catalunya, i va estar guardonat amb el premi internacional Glaxosmithkline, que reconeix el seu lideratge exemplar i la seva contribució destacada a la microbiologia a nivell internacional.